# ريد هاك
ريد هاك هي مجموعة مخترقين تركية ماركسية لينينية، تأسست في عام 1997. قامت المجموعة بعمليات اختراق عديدة منها تشويه المواقع التي تخلد ذكرى مذبحة سيفاس وتعد من أكثر مجموعات الاختراق المطلوبة، أوقفت نشاطها عام 2014.